# Coordinación de Seguridad Británica

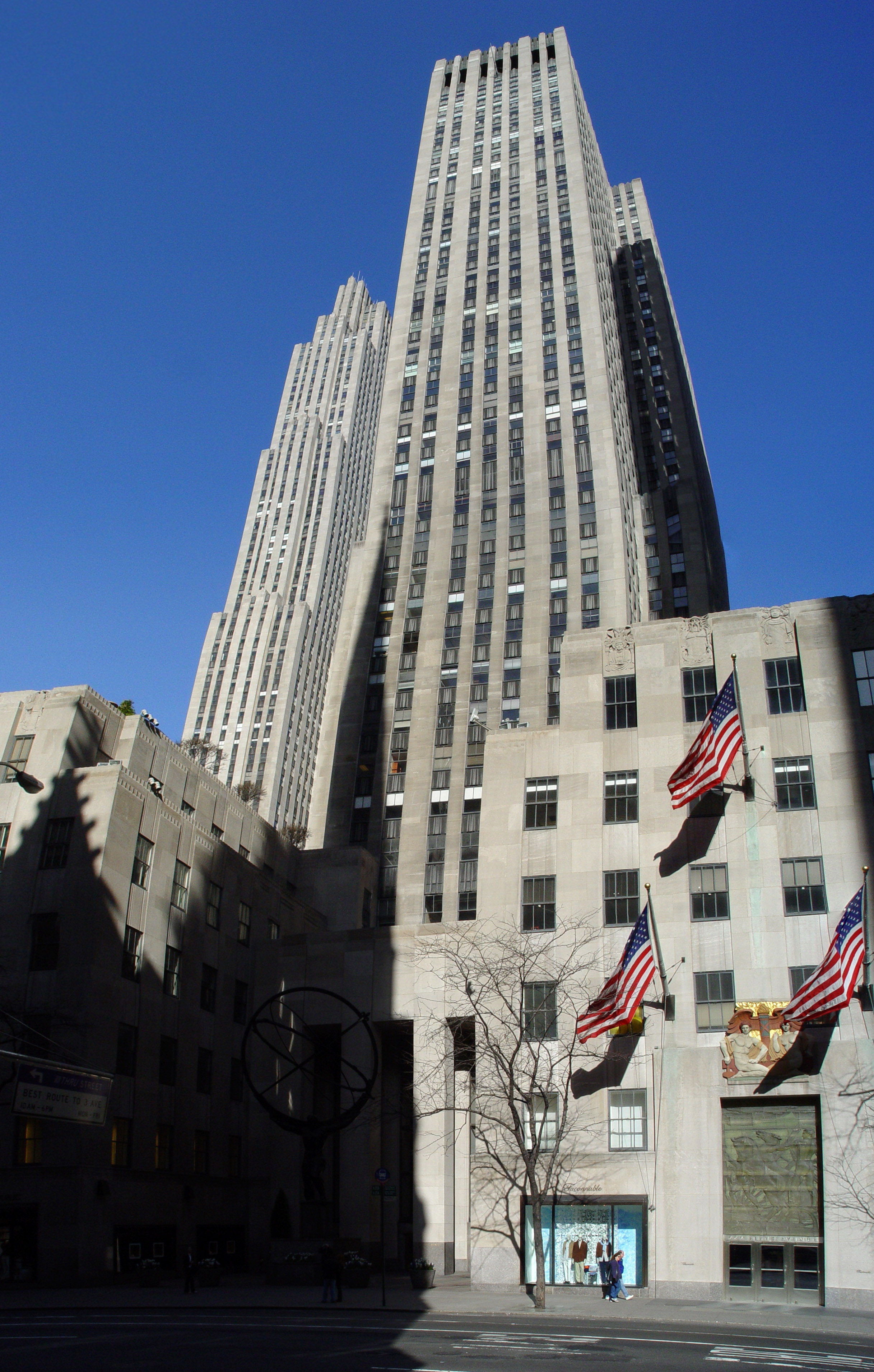
BSC operaba desde los pisos 35 y 36 del Edificio Internacional, Rockefeller Center, Nueva York durante la Segunda Guerra Mundial

La Oficina de Coordinación de Seguridad británica (BSC por sus siglas en inglés "British Security Co-ordination") fue una organización secreta creada en la ciudad de Nueva York por el Servicio Secreto de Inteligencia Británico (MI6) en mayo de 1940 con la autorización del primer ministro, Winston Churchill. Precedió a la creación de la Office of Strategic Services en Estados Unidos.
Su propósito era investigar las actividades enemigas, prevenir el sabotaje contra los intereses británicos en las Américas y movilizar la opinión probritánica en las Américas. Como una "enorme agencia secreta de manipulación de noticias a nivel nacional y propaganda negra", la BSC influyó en la cobertura de noticias en el Herald Tribune, el New York Post, The Baltimore Sun y Radio New York Worldwide. Las historias difundidas desde las oficinas de la organización en el Rockefeller Center serían luego recogidas legítimamente por otras estaciones de radio y periódicos, antes de ser transmitidas al público estadounidense. A través de esto, las historias antialemanas fueron colocadas en los principales medios de comunicación estadounidenses para ayudar a cambiar la opinión pública
Describe el texto acerca del programa o servicio virtual. Puedes reemplazar la sección si fuera necesario, describir según el tiempo, los integrantes, sucesos, lo que tengas en mente. Sigue este ejemplo para crear otras secciones.
Su tapadera era la Oficina de Control de Pasaportes Británica. El BSC se benefició del apoyo brindado por el jefe de la Oficina de Servicios Estratégicos de los EE. UU., William J. Donovan (cuya organización se basó en las actividades británicas), y el presidente estadounidense Franklin D. Roosevelt, quien era firmemente antinazi.

## Los inicios

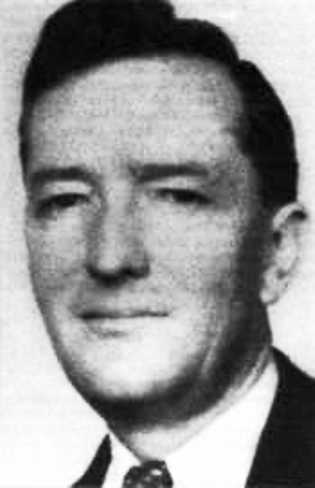
William Stephenson jefe de la Coordinación de Seguridad Británica, a quien se le atribuye haber cambiado la opinión pública estadounidense de una postura aislacionista a una tendencia de apoyo a la entrada de Estados Unidos en la Segunda Guerra Mundial

La declaración de guerra de los británicos a Alemania en septiembre de 1939 obligó a romper la relación entre el La declaración de guerra de los británicos a Alemania en septiembre de 1939 obligó a romper la relación entre el Servicio Secreto de Inteligencia (MI6) y el FBI debido a las Leyes de Neutralidad de los años 30. William Stephenson fue enviado a los EE. UU. por el jefe del SIS para ver si se podía reactivar hasta el punto de que el SIS pudiera operar de manera efectiva en los EE. UU. Si bien J. Edgar Hoover simpatizaba con él, no podía ir en contra del Departamento de Estado sin la autorización del Presidente; también creía que, si se autorizaba, debería ser un enlace personal entre Stephenson y él mismo sin que se informara a otros departamentos. Sin embargo, Roosevelt respaldó la cooperación.
El adjunto de Stephenson en el BSC era el oficial de inteligencia británico nacido en Australia, Dick Ellis. Ambos habían sido presentados por Sir Ralph Glyn. Ellis dijo que Stephenson "había estado proporcionando una gran cantidad de información sobre el rearme alemán al señor Churchill en ese momento en que no estaba en el cargo [antes de mayo de 1940], pero estaba desempeñando un papel bastante importante al proporcionar información de fondo a los miembros de [la] Cámara de los Comunes que estaban mucho más preocupados por lo que estaba sucediendo de lo que parecía estar la administración [del Primer Ministro Neville Chamberlain] en ese momento... Le presenté a mis propios canales, a los jefes de inteligencia. Y eso llevó a que le preguntaran si iba a ir a Estados Unidos... si haría lo que pudiera para restablecer un vínculo entre las autoridades de seguridad aquí y el FBI".
El enlace era necesario porque los enemigos de Gran Bretaña ya estaban presentes en Estados Unidos y podían esperar simpatía y apoyo de los inmigrantes alemanes e italianos, pero las autoridades allí no tenían competencia ni interés en actividades que no fueran directamente contra la seguridad de Estados Unidos. y el FBI debido a las Leyes de Neutralidad de los años 30. William Stephenson fue enviado a los EE. UU. por el jefe del SIS para ver si se podía reactivar hasta el punto de que el SIS pudiera operar de manera efectiva en los EE. UU. Si bien J. Edgar Hoover simpatizaba con él, no podía ir en contra del Departamento de Estado sin la autorización del Presidente; también creía que, si se autorizaba, debería ser un enlace personal entre Stephenson y él mismo sin que se informara a otros departamentos. Sin embargo, Roosevelt respaldó la cooperación.
El adjunto de Stephenson en el BSC era el oficial de inteligencia británico nacido en Australia, Dick Ellis. Ambos habían sido presentados por Sir Ralph Glyn.
Ellis dijo que Stephenson "había estado proporcionando una gran cantidad de información sobre el rearme alemán al señor Churchill en ese momento en que no estaba en el cargo [antes de mayo de 1940], pero estaba desempeñando un papel bastante importante al proporcionar información de fondo a los miembros de la Cámara de los Comunes que estaban mucho más preocupados por lo que estaba sucediendo de lo que parecía estar la administración [del Primer Ministro Neville Chamberlain] en ese momento... Le presenté a mis propios canales, a los jefes de inteligencia. Y eso llevó a que le preguntaran si iba a ir a Estados Unidos... si haría lo que pudiera para restablecer un vínculo entre las autoridades de seguridad aquí y el FBI". 
El enlace era necesario porque los enemigos de Gran Bretaña ya estaban presentes en Estados Unidos y podían esperar simpatía y apoyo de los inmigrantes alemanes e italianos, pero las autoridades allí no tenían competencia ni interés en actividades que no fueran directamente contra la seguridad de Estados Unidos.
El informe de Stephenson sobre la situación estadounidense abogaba por una organización secreta que actuara más allá de las actividades puramente del SIS y que cubriera todas las operaciones encubiertas que se pudieran hacer para garantizar la ayuda a Gran Bretaña y una eventual entrada de los EE. UU. en la guerra. Stephenson recibió esta misión y la cobertura tradicional del nombramiento como "oficial de control de pasaportes", cargo que asumió en junio de 1940. Aunque el sistema existente en Nueva York era deficiente, Stephenson pudo recurrir a su enlace personal con Hoover, al apoyo de Canadá, al embajador británico y a sus conocidos entre los intervencionistas estadounidenses.

## Operación
La oficina, que fue creada para servicios de inteligencia y propaganda, estaba dirigida por el industrial islandés-canadiense William Stephenson. Sus primeras tareas fueron promover los intereses británicos en los Estados Unidos, contrarrestar la propaganda nazi y proteger los convoyes del Atlántico del sabotaje enemigo.
El BSC fue registrado por el Departamento de Estado como una entidad extranjera. Operaba desde la Sala 3603 del Rockefeller Center y era oficialmente conocida como la Oficina de Control de Pasaportes Británicos, de donde se había expandido. El BSC actuaba como sede administrativa más que operativa para el SIS y el Special Operations Executive (SOE) y era un canal de comunicación y enlace entre las organizaciones de seguridad e inteligencia estadounidenses y británicas.
El BSC utilizó una serie de canales legítimos para su trabajo. En 1940, un agente alemán, Gerhard Alois Westrick, que estaba cultivando el apoyo y el posible sabotaje entre las compañías petroleras estadounidenses, fue expuesto de manera efectiva a través de artículos de noticias publicados en el New York Herald Tribune. A la ola de indignación pública le siguió la expulsión de Weldrick de los EE. UU. y la dimisión forzada del director de Texaco (Torkild Rieber). A través de terceros, la BSC desarrolló la radio de onda corta independiente y sin ánimo de lucro WRUL, que transmitía en lenguas extranjeras y luego le suministraba las noticias que quería que se difundieran en todo el mundo. La emisora tenía un gran número de oyentes que se comunicaban con ella, lo que hacía posible que se pudieran seguir directamente las reacciones a las emisiones. Durante un tiempo, la emisora fue, sin saberlo, agente de la BSC; Después de que Estados Unidos entrara en la guerra, la operación WRUL pasó a manos de Estados Unidos.
Aunque en ese momento los británicos y los estadounidenses cooperaban a nivel de primer ministro y presidente, la llegada de "espías británicos" a Estados Unidos enfureció a J. Edgar Hoover, director del FBI, y disgustó al Departamento de Estado de Estados Unidos.[cita requerida]
Stephenson y Hoover no estaban de acuerdo, pero habían cooperado en varias operaciones contra las actividades de espionaje de la Alemania nazi en Estados Unidos. Los británicos contrataron a estadounidenses a pesar de haber prometido lo contrario. Los estadounidenses que fueron reclutados en la BSC recibieron números de identificación británicos que comenzaban con los dígitos 4 y 8, aparentemente representando a los 48 estados.
En 1939, Stephenson hizo arreglos para que el Princess Hotel en la colonia fortaleza imperial de Bermudas se convirtiera en un centro de censura (después de operar inicialmente en Prospect Camp). Todo el tráfico de correo, radio y telégrafo con destino a Europa, los EE. UU. y el Lejano Oriente era interceptado y analizado por 1200 censores, de la Censura Imperial Británica, parte de la Coordinación de Seguridad Británica (BSC), antes de ser enviado a su destino. Con la BSC trabajando en estrecha colaboración con el FBI, los censores fueron responsables del descubrimiento y arresto de varios espías del Eje que operaban en los EE. UU., incluido el círculo de Joe K.
Fue a través de la BSC que los británicos adquirieron el poderoso transmisor "Aspidistra" que fue utilizado para propaganda por el Political Warfare Executive (PWE), las transmisiones en el extranjero de la BBC y por la Real Fuerza Aérea (RAF) en La BSC también consiguió un transmisor para comunicarse con el Reino Unido que funcionaba bajo el nombre en clave "Hydra" en el Campamento X, la Escuela de Entrenamiento Especial N.° 103 de la BSC, una instalación paramilitar de la Segunda Guerra Mundial en Whitby, Ontario, para entrenar a agentes encubiertos en los métodos de "guerra secreta". La estación Hydra fue establecida en mayo de 1942 por el ingeniero Benjamin deForest Bayly; también inventó una máquina de codificación/descodificación muy rápida para transmisiones telegráficas denominada Rockex. El Campamento X había sido establecido en diciembre de 1941 por Stephenson para entrenar a agentes aliados en métodos de operaciones clandestinas; muchos graduados serían enviados tras las líneas enemigas en Europa por SOE.
El novelista británico William Boyd, en un artículo de 2006 para The Guardian, afirmó que, aunque se desconoce el número total de agentes de la BSC que operaban en los EE. UU. a principios de la década de 1940, estimó que había al menos "varios cientos" y había visto "mencionar la cifra de hasta 3000".
Noël Coward vio a Stephenson, conocido coloquialmente como "Little Bill", a fines de julio de 1940 cuando estaba en una gira mundial de entretenimiento y propaganda. Escribió que la "suite en Hampshire House con las enormes flores de chintz trepando por las paredes se volvió agradablemente familiar para mí..." y que Stephenson "tuvo una influencia considerable en los siguientes años de mi vida". Stephenson le ofreció un trabajo, pero Londres lo rechazó.